# Copa RN 2006
In 2006 werd de derde editie van de Copa RN gespeeld voor voetbalclubs uit de Braziliaanse staat Rio Grande do Norte. De competitie werd georganiseerd door de FNF en werd gespeeld van 15 april tot 10 juni. América werd kampioen. 

## Eerste fase

### Groep 1
| Plaats | Club                   | Wed. | W | G | V | Saldo | Ptn. |
| ------ | ---------------------- | ---- | - | - | - | ----- | ---- |
| 1.     | ABC                    | 4    | 3 | 0 | 1 | 10:4  | 9    |
| 2.     | Potiguar de Parnamirim | 4    | 2 | 1 | 1 | 9:11  | 7    |
| 3.     | Santa Cruz             | 4    | 0 | 1 | 3 | 4:8   | 1    |

|  | Geplaatst voor tweedefase |

### Groep 2
| Plaats | Club       | Wed. | W | G | V | Saldo | Ptn. |
| ------ | ---------- | ---- | - | - | - | ----- | ---- |
| 1.     | Baraúnas   | 4    | 3 | 1 | 0 | 5:2   | 10   |
| 2.     | Corintians | 4    | 1 | 2 | 1 | 4:3   | 5    |
| 3.     | Potyguar   | 4    | 0 | 1 | 3 | 2:6   | 1    |

|  | Geplaatst voor tweedefase |

### Groep 3
| Plaats | Club                | Wed. | W | G | V | Saldo | Ptn. |
| ------ | ------------------- | ---- | - | - | - | ----- | ---- |
| 1.     | ASSU                | 4    | 3 | 0 | 1 | 9:5   | 9    |
| 2.     | Potiguar de Mossoró | 4    | 2 | 0 | 2 | 10:6  | 6    |
| 3.     | Macau               | 4    | 1 | 0 | 3 | 3:11  | 3    |

|  | Geplaatst voor tweedefase |

### Groep 4
| Plaats | Club             | Wed. | W | G | V | Saldo | Ptn. |
| ------ | ---------------- | ---- | - | - | - | ----- | ---- |
| 1.     | América de Natal | 4    | 3 | 1 | 0 | 10:2  | 10   |
| 2.     | Alecrim          | 4    | 1 | 1 | 3 | 6:8   | 4    |
| 3.     | São Gonçalo      | 4    | 1 | 0 | 3 | 4:10  | 3    |

|  | Geplaatst voor tweedefase |

## Tweede fase
In geval van gelijkspel werden er strafschoppen genomen, tussen haakjes weergegeven. 
|  | halve finale     | halve finale | halve finale | halve finale |  |                  | finale | finale | finale | finale |
|  |                  |              |              |              |  |                  |        |        |        |        |
|  |                  |              |              |              |  |                  |        |        |        |        |
|  | Baraúnas         | 1            | 2            | 3 (2)        |  |                  |        |        |        |        |
|  | América de Natal | 2            | 1            | 3 (4)        |  |                  |        |        |        |        |
|  |                  |              |              |              |  | América de Natal | 3      | 1      | 4      |        |
|  |                  |              |              |              |  | ABC              | 1      | 1      | 2      |        |
|  | ASSU             | 0            | 0            | 0            |  |                  |        |        |        |        |
|  | ABC              | 0            | 1            | 1            |  |                  |        |        |        |        |

## Kampioen
| Copa RN de 2006                      |
| Natal                                |
| ------------------------------------ |
| AMÉRICA DE NATAL Kampioen (1° titel) |